# Otto Furrer
Otto Furrer   (Zermatt, 19 d'octubre de 1903 - Cerví, 26 de juliol de 1951) va ser un esquiador alpí, esquiador de fons, esquiador de patrulla militar i guia de muntanya suís. Va competir durant les dècades de 1920 i 1930.
El 1928 va prendre part en els Jocs Olímpics de Sankt Moritz, on va guanyar la medalla de bronze en la competició de la patrulla militar, un esport de demostració precursor del biatló. També disputà la cursa dels 18 quilòmetres del programa d'esquí de fons.
Entre 1931 i 1935 guanyà cinc medalles al Campionat del Món d'esquí alpí, una d'or, dues de plata i dues de bronze. Va fundar l'Escola d'esquí de Zermatt el 1935 i en va ser el director fins a la seva mort, el 1951. Va morir en un accident al Cerví.